# پادیک‌ریختی
در شاخه نظریه رسته‌ها از ریاضیات، پادیکریختی (به انگلیسی: Anti-Isomorphism) بین دو مجموعه ساختارمند {\displaystyle A} و {\displaystyle B}، یکریختی از {\displaystyle A} به متضاد {\displaystyle B} (یا به‌طور معادل از متضاد {\displaystyle A} به {\displaystyle B}) است. اگر پادیکریختی بین دو ساختار وجود داشته باشد، گفته می‌شود که آن دو ساختار نسبت به هم پادیکریخت اند.
به‌طور شهودی وقتی گفته می‌شود که دو ساختار ریاضیاتی پادیکریخت اند، به معنی این است که آن‌ها اساساً متضاد یکدیگرند.
این مفهوم در جبر اهمیت خاصی دارد، به‌خصوص در بحث نظریه حلقه‌ها.

## ارجاعات
1. ↑  (Pareigis، p. 19)

- مشارکت‌کنندگان ویکی‌پدیا. «Anti-Isomorphism». در دانشنامهٔ ویکی‌پدیای انگلیسی، بازبینی‌شده در ۱۱ ژوئن ۲۰۲۱.